# Aapsta
Aapsta (tiếng Gruzia: ააფსთა) là một con sông ở Abkhazia. Con sông bắt nguồn từ sườn phía nam của đỉnh núi Achbikhvdar, trong rừng sồi thuộc khu vực đèo Gudauta ở độ cao 1445 mét so với mực nước biển; chảy ra Biển Đen giữa làng Tskuara (Primorskoe) và thành phố Gudauta.

## Phụ lưu
Aapsta có 83 phụ lưu, mật độ lưu vực sông là 0.77 km / km2. Các phụ lưu chính là:
- Dohurta - phụ lưu trái
- Mtsara - phụ lưu trái
- Dzish  - phụ lưu trái
- Dry  - phụ lưu trái
- Noisy - phụ lưu phải
- Fast - phụ lưu trái
- Spinal - phụ lưu trái
- Mtsaga - phụ lưu phải

## Từ nguyên
Thủy danh của con sông bắt nguồn từ tiếng Abkhaz, bắt nguồn từ "aaps" trong tiếng Abkhaz có nghĩa là "(dòng) sông thủy tùng".